# Matt McKenzie
Matt McKenzie (...) è un attore e doppiatore statunitense.

## Carriera
È conosciuto per essere stato il doppiatore inglese di Auron nel decimo e undicesimo capitolo della saga di Final Fantasy e nella sua apparizione in Kingdom Hearts II. Ha inoltre doppiato il Magg. Elliot nel film animato di Final Fantasy del 2001.
Inoltre, è apparso anche in molte serie televisive e film, tra cui Demoni e dei del 1998, in cui ha interpretato l'attore realmente esistito Colin Clive al fianco di Ian McKellen.

## Filmografia

### Cinema
- Demoni e dei (Gods and Monsters), regia di Bill Condon (1998)

### Televisione
- Dallas - serie TV, episodio 13x10 (1989)
- Il cane di papà (Empty West) - serie TV, episodio 5x03 (1992)
- California - serie TV, episodio 14x06 (1992)
- La signora in giallo (Muder, She Wrote) - serie TV, episodio 10x11 (1994)
- Star Trek: Deep Space Nine - serie TV, episodio 2x12 (1994)
- Ally McBeal - serie TV, episodio 1x20 (1998)
- That 70's Show - serie TV, episodio 1x12 (1998)
- 8 sotto un tetto (Family Matters) - serie TV, episodi 9x21-9x22 (1998)
- Profiler - Intuizioni mortali (Profiler) - serie TV, episodio 3x11 (1999)
- Una famiglia del terzo tipo (3rd Rock from the Sun) - serie TV, episodio 4x15 (1999)
- JAG - Avvocati in divisa (JAG) - serie TV, episodio 6x16 (2001)
- Star Trek: Voyager - serie TV, episodio 7x21 (2001)
- Giudice Amy (Judging Amy) - serie TV, episodio 3x20 (2002)
- Las Vegas - serie TV, episodio 2x02 (2004)
- Dr. House - Medical Division - serie TV, episodio 2x05 (2005)
- West Wing - Tutti gli uomini del Presidente (West Wing) - serie TV, episodio 6x21 (2005)
- The O.C. - serie TV, episodio 2x23 (2005)
- Veronica Mars - serie TV, 3 episodi (2006-2007)
- 24 - serie TV, 4 episodi (2007)
- Mad Men - serie TV, 2 episodi (2008)
- Due uomini e mezzo (Two and a Half Men) - serie TV, episodio 5x05 (2008)
- Medium - serie TV, episodio 7x11 (2011)

### Doppiaggio
- Spawn - serie animata, 5 episodi (1997-1999)
- Alexander - Cronache di guerra di Alessandro il Grande - serie animata, 5 episodi (1999-2000) - voce inglese di Ptolemy
- Vampire Hunter D: Bloodlust - film d'animazione, regia di Yoshiaki Kawajiri (2000) - voce di Borgoff
- Final Fantasy - film d'animazione, regia di Hironobu Sakaguchi e Moto Sakakibara (2001) - voce del Magg. Elliott
- Final Fantasy X - videogioco, voce inglese di Auron (2001)
- Final Fantasy X-2 - videogioco, voce inglese di Auron (2003)
- Animatrix - film ad episodi, regia di Larry e Andy Wachowski (2003) - voce dell'Agente
- Kingdom Hearts II - videogioco, voce inglese di Auron (2005)

## Doppiatori italiani
Nelle versioni in italiano delle opere in cui ha recitato, Matt McKenzie è stato doppiato da:
- Dante Biagioni in Demoni e dei
- Christian Iansante ne La signora in giallo
- Tony Sansone in Star Trek: Deep Space Nine
- Luca Sandri in Ally McBeal
- Massimo Milazzo in Star Trek: Voyager
- Sergio Lucchetti in The O.C.
- Sergio Luzi in Veronica Mars (ep. 3x13-3x14)
- Antonio Angrisano in 24
- Gerolamo Alchieri in Mad Men
- Alberto Bognanni in Due uomini e mezzo

Da doppiatore, è stato sostituito da:
- Tony Fuochi in Vampire Hunter D: Bloodlust
- Nino Prester in Final Fantasy
- Elio Marconato in Animatrix